# Zderaz (Kolešovice)
Zderaz (Duits: Dereysen) is een Tsjechische plaats in de gemeente Kolešovice in de regio Midden-Bohemen en maakt deel uit van het district Rakovník.
Zderaz telt 50 inwoners (2021).

## Geschiedenis
De eerste schriftelijke vermelding van het dorp dateert van 1464.
Sinds 2003 is Zderaz onderdeel van de gemeente Kolesovice binnen het district Kladno.

## Verkeer en vervoer

### Autowegen
Er lopen enkele regionale wegen door de gemeente. Op zo'n 2,5 km afstand ligt weg I/6 van Praag naar Karlsbad.

### Spoorlijnen
Zderaz ligt in de buurt van spoorlijn 125 Krupá - Kolešovice. De lijn is een enkelsporige, regionale lijn waarop het vervoer in 1883 begon, maar sinds december 2006 geen regulier vervoer meer kent.

### Buslijnen
Er is één bushalte in het dorp: Kolešovice, Zderaz. De halte wordt bediend door lijn 560 Rakovník - Kryry en 561 Rakovník - Kolešovice van vervoerder Transdev Střední Čechy.

## Bezienswaardigheden
- Sint-Johannes van Nepomukkapel;
- Niskapel;
- Voormalige synagoge van Zderaz;
- Joodse begraafplaats.

## Galerij

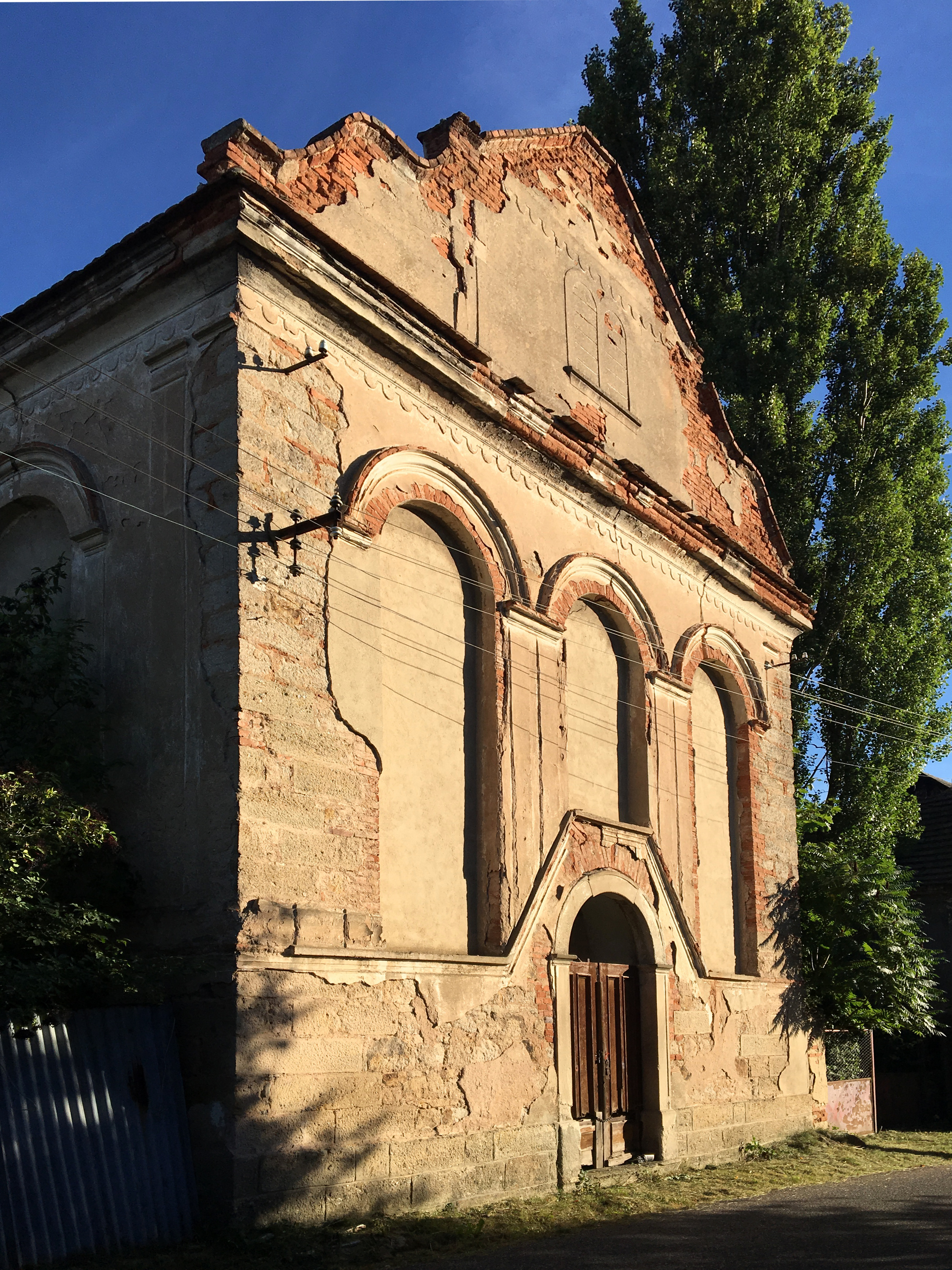
Voormalige synagoge van Zderaz
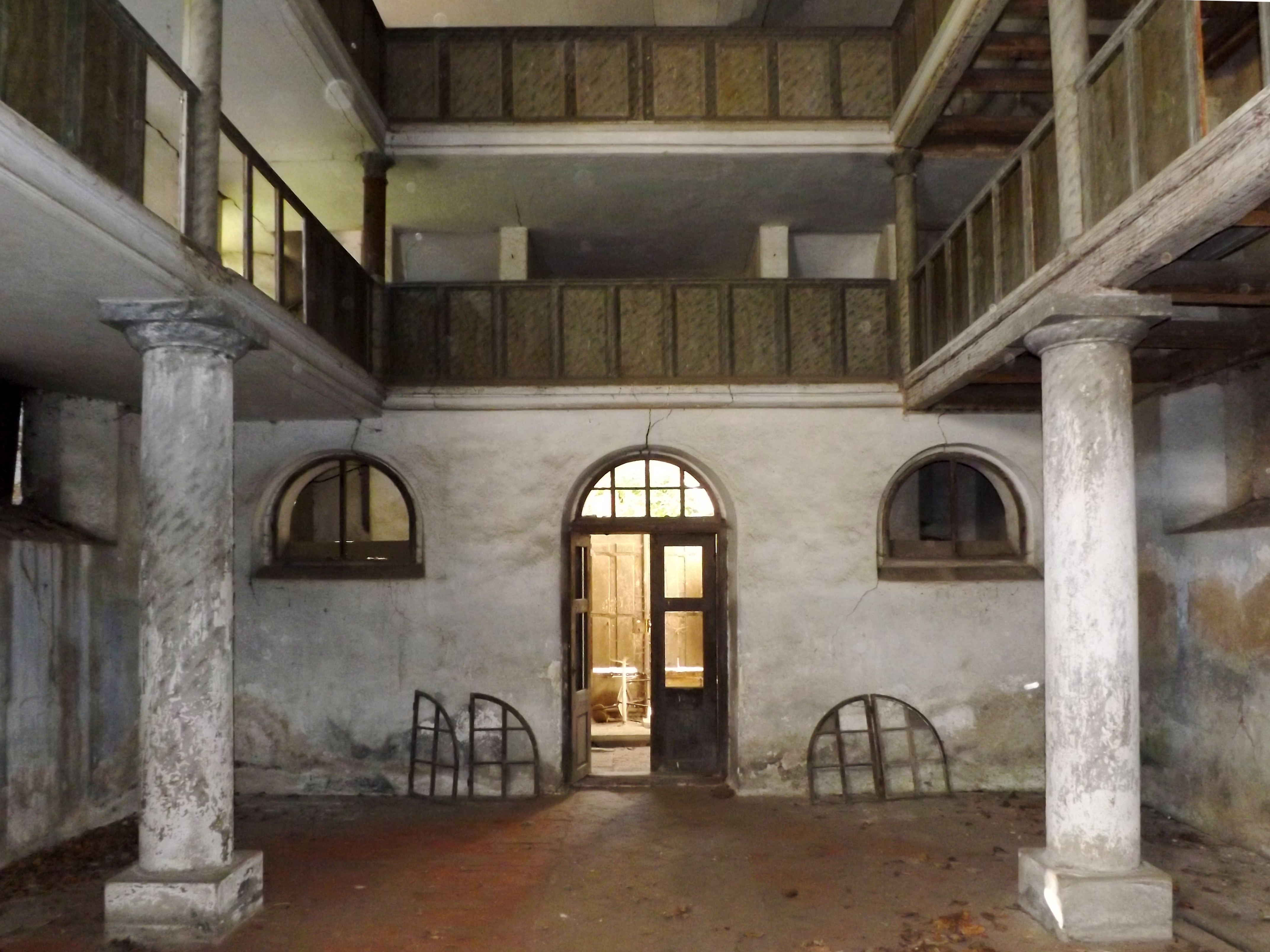
Interieur van de voormalige synagoge
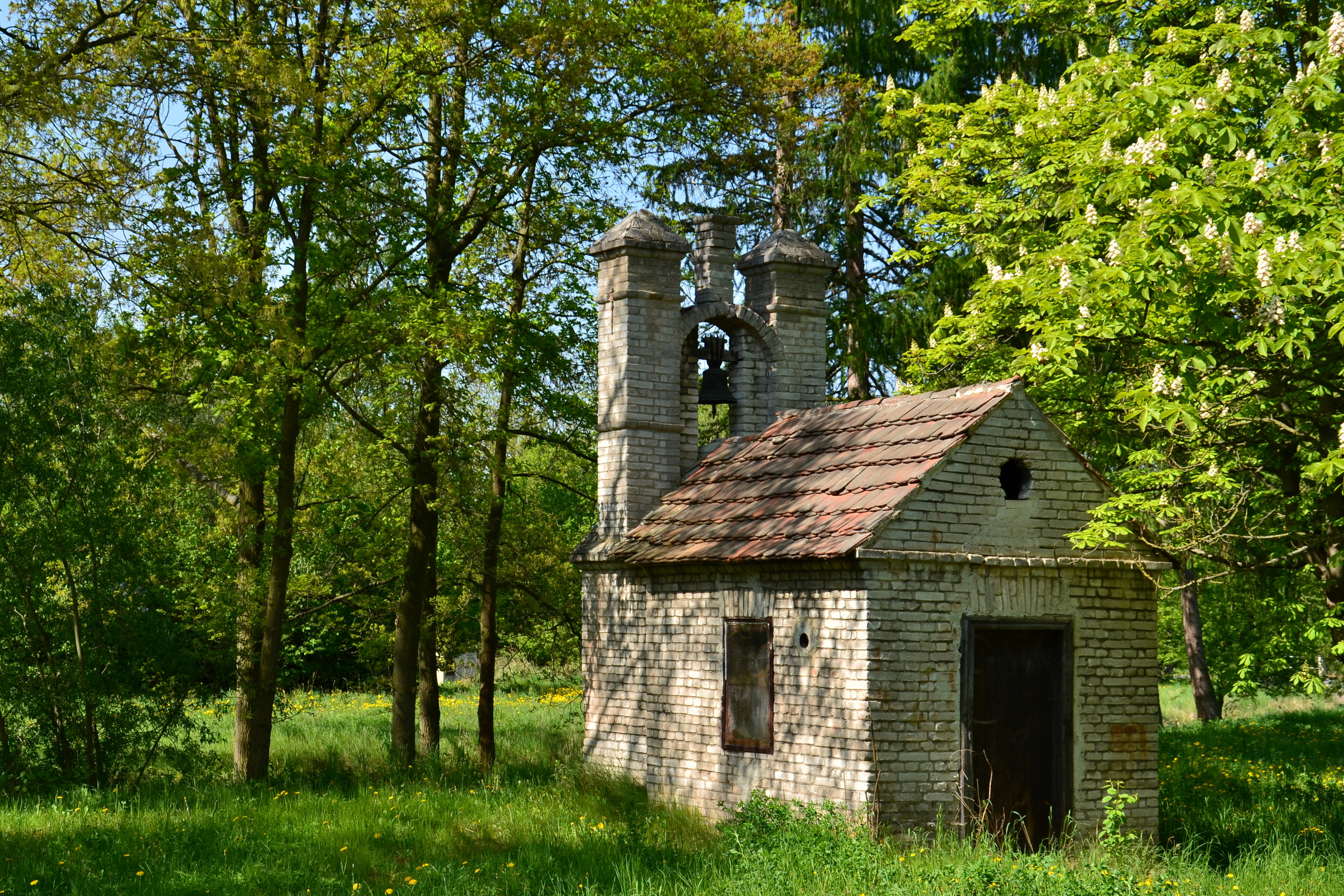
Huisje met klokkenspel
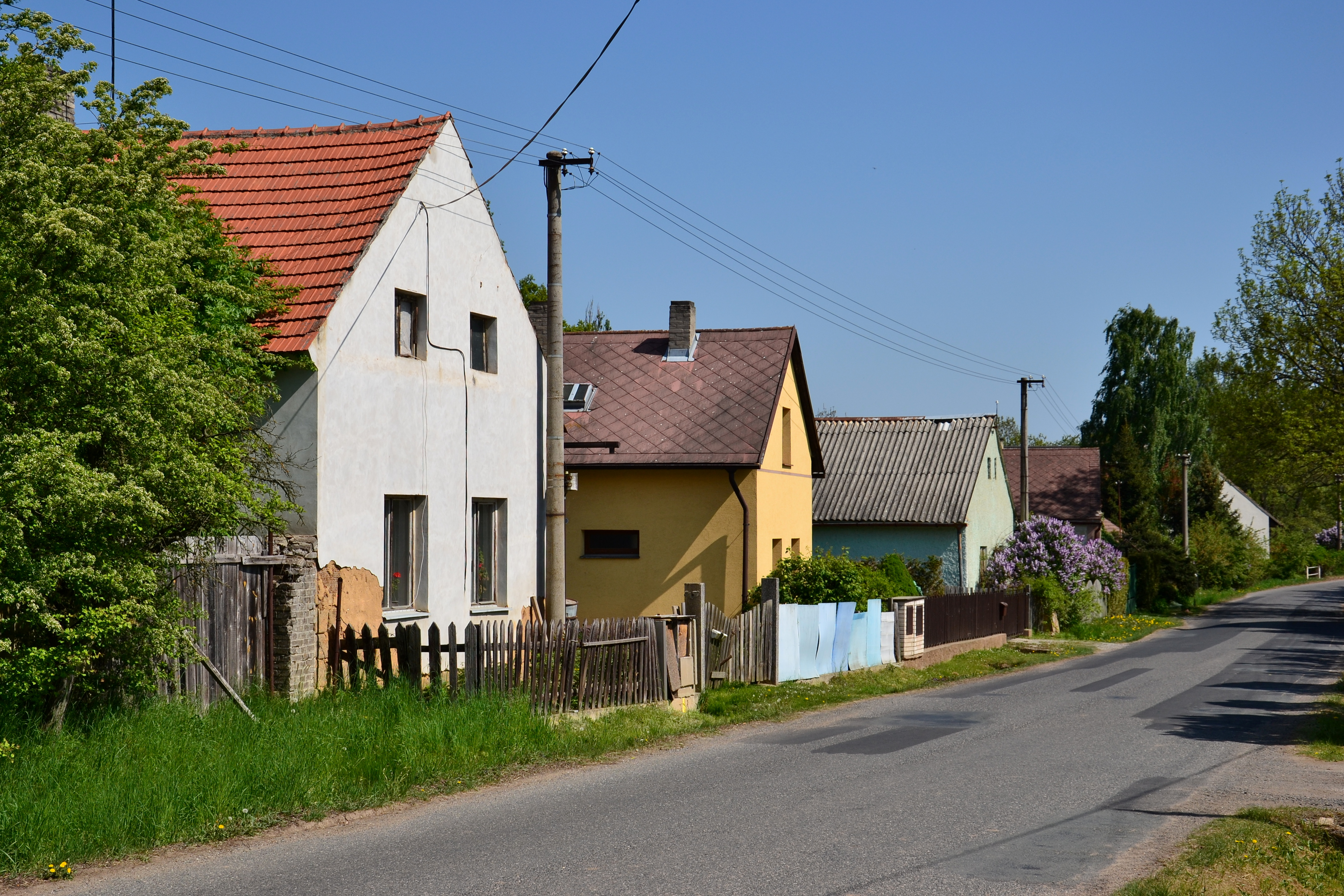
Westelijk deel van Zderaz
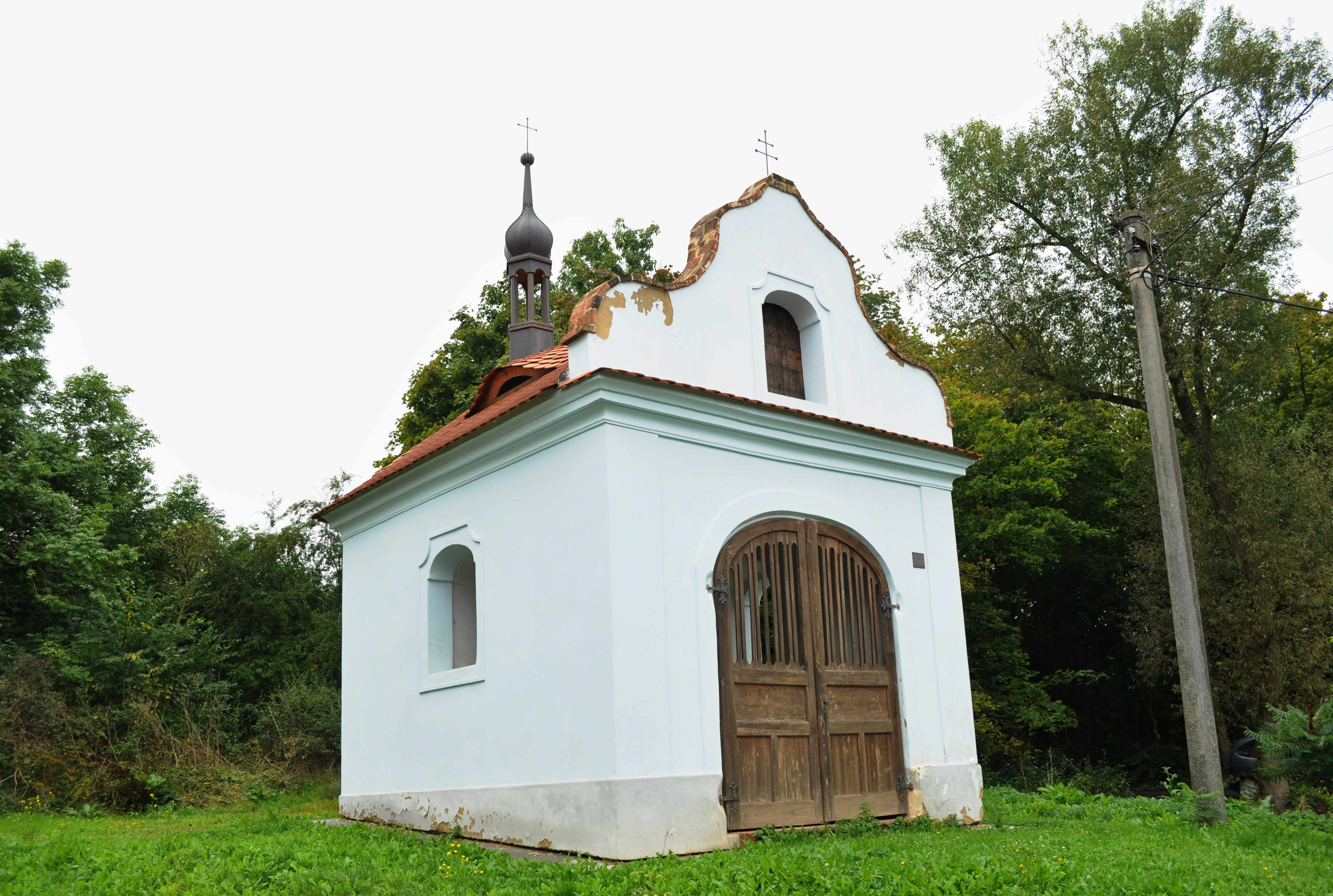
Sint-Johannes van Nepomukkapel